# Alana Boden
Alana Evie Boden (nacida en 1997) es una actriz inglesa. Fue nominada al Premio de la Crítica Cinematográfica por su actuación en la película de Lifetime I Am Elizabeth Smart (2017).

## Primeros años
Boden nació en Surrey y creció en Hampshire. Tiene dos hermanas. Comenzó su carrera como modelo infantil cuando tenía nueve años antes de dedicarse a los comerciales de televisión y los cortometrajes. Fue educada en casa para ganar tiempo para su carrera.

## Carrera
Boden hizo su debut televisivo como Beatrice Selfridge en la segunda y tercera temporada del drama de época de ITV Mr Selfridge. Ganó el premio Rising Star en el Festival de Cortometrajes de Londres de 2016 por su actuación en el drama The Earth Belongs to No One. Ese mismo año, interpretó a Elaine Wiltshire en la serie canadiense de YTV Ride, sobre una escuela ecuestre en Inglaterra.
En 2017, Boden interpretó una versión joven de la persona titular Elizabeth Smart en la película biográfica de Lifetime I Am Elizabeth Smart, por la que Boden fue nominada a Mejor actriz en película/miniserie en los Premios de la Crítica Cinematográfica del año siguiente.
Boden apareció en las películas Hostage Radio e Infamous Six. En 2022, protagonizó Flowers in the Attic: The Origin, una precuela de la miniserie de Lifetime basada en la novela Jardín sombrío. También ese año apareció en las películas Uncharted y The Invitation.

## Filmografía

### Películas
| Año  | Título                       | Role             | Notas        |
| ---- | ---------------------------- | ---------------- | ------------ |
| 2014 | Spiritual Contact: The Movie | Jennifer         |              |
| 2015 | The Earth Belongs to No One  | Sky              | Cortometraje |
| 2015 | Brash Young Turks            | Agente de Python |              |
| 2019 | Hostage Radio                | Julia            |              |
| 2020 | Infamous Six                 | Cola             |              |
| 2022 | Uncharted                    | Zoe              |              |
| 2022 | The Invitation               | Lucy             |              |

### Televisión
| Año       | Título                           | Role                  | Notas                              |
| --------- | -------------------------------- | --------------------- | ---------------------------------- |
| 2014–2015 | Mr Selfridge                     | Beatrice Selfridge    | 3 episodios (series 2–3)           |
| 2015      | Doctors                          | Lucy Whiteside        | Episodio: "Plus One"               |
| 2015      | Humans                           | Caroline              | 1 episodio                         |
| 2016      | Wolfblood                        | Niamh / Holly         | 2 episodios                        |
| 2016      | Ride                             | Elaine Wiltshire      | Protagonista                       |
| 2017      | I Am Elizabeth Smart             | Young Elizabeth Smart | Película de televisión             |
| 2018      | Hawaii Five-0                    | Lady Sophie           | Episodio: "Ahuwale Ka Nane Huna"   |
| 2018      | Origin                           | Ayko                  | Serie web; episodio: "Remember Me" |
| 2020      | Alex Rider                       | Fiona Friend          | 1 episodio                         |
| 2021      | Domina                           | Porcia                | Episodio: "Treason"                |
| 2022      | Flowers in the Attic: The Origin | Alicia Foxworth       | Miniserie                          |

## Teatro
- La tempestad (2011), como Spirit, en el Edinburgh Fringe